# The Long Tail
The Long Tail (englisch für „Der lange Schwanz“) bezeichnet die These, dass die klassische betriebswirtschaftliche ABC-Analyse bei virtuellen Gütern nicht mehr greift. Unternehmen mit virtuellen Produkten, so die These, machen den Großteil ihres Umsatzes mit vielen Nischenprodukten und nicht mehr mit Bestsellern. Diese Entwicklung führt zu einem vielfältigeren Angebot, das auch kleinere Zielgruppen bedient. Der Begriff erlangte durch ein gleichnamiges Buch von Chris Anderson 2004 größere Bekanntheit.

## Begründung
Die Standardstrategie der ABC-Analyse für den Einzelhandel mit Endkunden besteht darin, C-Produkte, d. h. Produkte, die selten nachgefragt werden, auszulisten und bei Nachfrage über den Großhandel zu bestellen. Das ist sinnvoll, weil C-Produkte einen niedrigen Umsatz, aber hohe Kapitalbindungskosten aufweisen.

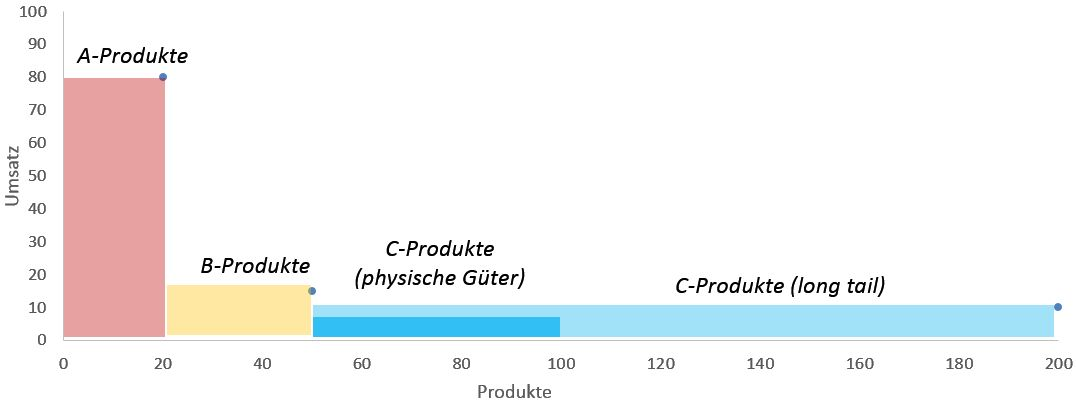
Darstellung des long tail

Virtuelle Güter haben aufgrund ihrer Virtualität nur marginale Kapitalbindungskosten, sodass der Grund, diese Produkte auszulisten, entfällt. Das führt anbieterseitig zu einer größeren Menge an angebotenen Produkten, weil es kein Problem mehr gibt, in das Sortiment eines Anbieters aufgenommen zu werden. Nachfrageseitig führt dieser Umstand dazu, dass C-Produkte stärker nachgefragt werden, da der Kunde auch bei Nischenprodukten davon ausgehen kann, dass diese Produkte im Sortiment sind.
Der Begriff „long tail“ leitet sich von der Abbildung der Verteilung der Umsätze auf die Produkte ab. Die Zunahme an C-Produkten führt dazu, dass die Verteilung „länger“ wird, d. h. einen längeren Schwanz hat. (Siehe Abbildung).

## Ein (fiktives) Beispiel
Ein Schallplattenladen, der Vinyl-Platten verkauft und dessen Sortiment in etwa der Pareto-Verteilung entspricht, die der ABC-Analyse zugrunde liegt, macht mit 20 % der Produkte 80 % des Umsatzes (siehe Abbildung). 50 % der Produkte erwirtschaften zusammen nur 5 % des Umsatzes, verursachen aber hohe Lager- und Kapitalbindungskosten. Der Schallplattenladen hat große Anreize, diese 50 % auszulisten und sich auf A- und B-Produkte zu beschränken, also sein Sortiment stark zu verkleinern.
Eine Online-Handelsplattform wie iTunes Store hat (aufgrund der Virtualität seiner Produkte) so gut wie keine Lager- und Kapitalbindungskosten. Daher besteht der Anreiz, ein möglichst umfassendes Sortiment anzubieten und Musiker aufzufordern, ihre Produkte in das Sortiment einzustellen. Dadurch wird die Zahl der angebotenen Produkte insgesamt größer. In der Abbildung steigt die Zahl der Produkte von 100 auf 200. Der lange Schwanz entsteht.
Da die Kunden wissen, dass die Online-Handelsplattform jedes denkbare musikalische Nischenprodukt anbietet, steigt auch die Nachfrage nach den Nischenprodukten. Dadurch wird der Schwanz „dicker“. Das führt dazu, dass die Bedeutung der A-Produkte für den Umsatz abnimmt und der Hauptteil des Umsatzes auf viele Nischenprodukte entfällt, die zwar jeweils selten verkauft werden, aber über die Menge der verschiedenen Produkte den größten Teil der Umsätze erbringen.

## Wirkungsfaktoren des Long Tail
Anderson arbeitet drei Faktoren heraus, deren Zusammenwirken den long tail erzeugen.
1. Demokratisierung der Produktionsmittel: Die Technik, die potentielle Anbieter (Autoren, Musiker, …) benötigen, um Produkte herzustellen, ist im Preis stark gefallen, so dass es keine monetären Eintrittsbarrieren mehr gibt. Jeder der anbieten möchte, kann das auch. Auf diese Weise steigt die Anzahl der Anbieter und der angebotenen Produkte, wobei es sich bei den neu hinzugekommenen Produkten im Regelfall um Nischenprodukte handelt.
2. Demokratisierung des Vertriebs: Aggregatoren wie der iTunes Store oder Amazon bieten sich als Vertriebsplattformen für Nischenprodukte an und lagern so die Kosten der Katalogisierung an die Anbieter aus. Da die Kapitalbindungskosten marginal sind, gibt es keine Vorbehalte gegen C-Produkte mehr.
3. Verbindung von Angebot und Nachfrage: Die Vertriebsplattformen können ihr Angebot global via Internet vertreiben und erreichen so eine maximal große Kundengruppe. Durch den einfachen und schnellen Zugriff per Katalog auf das Sortiment sinken die Suchkosten der Kunden, die davon ausgehen können, im Sortiment jedes vorhandene Produkt finden zu können. Das führt zu einer stärkeren Nachfrage nach den Nischenprodukten, so dass der „Schwanz“ der Häufigkeitsverteilung dicker wird.

## Kritik
Die These des long tail wird weitgehend kritisch gesehen. Unbestritten ist die Steigerung der Zahl der Nischenprodukte. Für die Aussage, dass die Nischenprodukte den Großteil der Umsätze ausmachen, finden sich allerdings kaum Belege.
Auswertungen der Verkaufsstatistiken bei Musiktiteln des iTunes Store zeigen, dass der Schwanz der Verteilung zwar immer länger wird, gleichzeitig jedoch eine Konzentration bei den Verkaufsschlagern auftritt. Ähnliche Ergebnisse gab es beim Kauf und Verleih von Videos.
Zwischen dem Blogger Clay Shirky und Chris Anderson gab es eine Kontroverse über die Urheberschaft an dem Begriff „long tail“, da Shirky den Begriff bereits 2003 geprägt hatte.